# Emmanuel Chavet
Emmanuel, Victor Chavet  né le 23 mars 1844 à Lyon (Rhône) et mort le 21 avril 1916 à Saint-Bonnet-de-Vieille-Vigne (Saône-et-Loire) est un homme politique français.

## Biographie
Fils d'un négociant en soieries, Henri-Artus Charvet, et de Antoinette-MArie-Françoise Pujat, il prend la succession du commerce de son père. En 1880, il est maire de Saint-Bonnet-de-Vieille-Vigne et, en 1888, il est conseiller général du canton de Palinges et vice-président de la Société d'agriculture de Charolles.  Il est député de Saône-et-Loire, pour la 1ère circonscrption de Charollles, en 1898 battant au premier tour  Bouissoud, maire de Charolles, et Jordery de Marcigny. Il siège au groupe Républicain démocratique.  Il est battu le 27 avril 1902 par Gabriel Chevalier. Il est à nouveau député en 1906 prenant sa revanche contre G. Chevalier. Réélu en 1910 contre M. Desroches. Il siège au groupe de la Gauche radicale.Il ne représente pas aux élections de 1914.
Emmanuel Chavet est chevalier de la Légion d'honneur (1895) et chevalier du Mérite agricole (1893).

## Sources
- « Emmanuel Chavet », dans le Dictionnaire des parlementaires français (1889-1940), sous la direction de Jean Jolly, PUF, 1960 [détail de l’édition]